# Despedida del padre Juan de Carrión
Despedida del padre Juan de Carrión es una obra de Francisco de Zurbarán, perteneciente a una serie de ocho pinturas de este pintor, en la sacristía del Real Monasterio de Santa María de Guadalupe. 

## Introducción
En 1638, Zurbarán pintó —para el Monasterio de Guadalupe— la Misa del padre Cabañuelas, demostrando su destreza y su capacidad para representar temas inéditos.Al año siguiente se le encargaron a Zurbarán otros siete lienzos para dicha institución, siendo la presente obra uno de ellos. El contrato para estas obras fue firmado en Sevilla el 2 de marzo de 1639, entre el pintor y Fray Felipe de Alcalá, representante del prior del monasterio.
Para representar los episodios de esta serie pictórica, Zurbarán se basó principalmente en la Historia de la Orden de los Jerónimos, publicada en 1600 por fray José de Sigüenza.

## Tema de la obra
Juan de Carrión. (Carrión de los Condes, 1331 – Guadalupe, 1416. fue un monje profeso jerónimo y sacerdote. Llamado por su sencillez, el Simple, es uno de los monjes más elogiados en las crónicas de la Orden de San Jerónimo. Se sabe que fue ordenado sacerdote diocesano hacia el año 1356, antes de su ingreso en la Orden de san Jerónimo en el monasterio de Santa María de Guadalupe. Después de una larga vida monástica, en 1416 presagió su muerte, habiendo pedido perdón a sus hermanos por sus faltas, como se representa en la presente pintura,

## Descripción de la obra

#### Datos técnicos y registrales
- Pintura al óleo sobre lienzo, 290 x 222 cm;
- Datación: 1639;
- Firmado y fechado: Franco dezurbarán fac./1639
- Restaurado en 1965-1966 en el ICR de Madrid;[5]
- Catalogado por Odile Delenda con el número 145 y por Tiziana Frati con el 282.[6]

#### Análisis de la obra
La composición está estructurada por un conjunto de diagonales que se cruzan en el rostro del protagonista. El eje central está marcado por el fuste de una columna, continuando sobre la cabeza del monje, y sobre sus bellas manos juntas y su escapulario marrón. Le acompañan cinco otros monjes, cuyas variadas posturas evitan la monotonía que podría ocasionar la repetición de los idénticos hábitos, cuyo tratamiento escultural y color blanco —tan característico de Zurbarán— contrastan con el color oscuro de los escapularios y las capuchas.
El padre Carrión está representado de rodillas, y sus manos están en oración, con las palmas juntas y los pulgares cruzados. Su rostro está absorto, y sus ojos no se dirigen al Cielo ni hacia el espectador, ya que su atención parece volcada hacia su propio interior. A su izquierda está la gran figura de un monje, de pie, inclinado y con las manos expresando admiración, Su cabeza está cubierta de una cogulla de bello color chocolate. Al otro lado, un monje anciano, casi calvo, está con una postura parecida a la de fray Carrión. A la izquierda del lienzo y en segundo plano, otros tres religiosos parecen comentar el hecho, con más curiosidad que con admiración. Dos de ellos están en la penumbra, recayendo toda la atención sobre el joven encapuchado.

## Procedencia
1. Ha permanecido siempre in situ, en la sacristía del Real Monasterio de Santa María de Guadalupe,